# O.S.T.R.

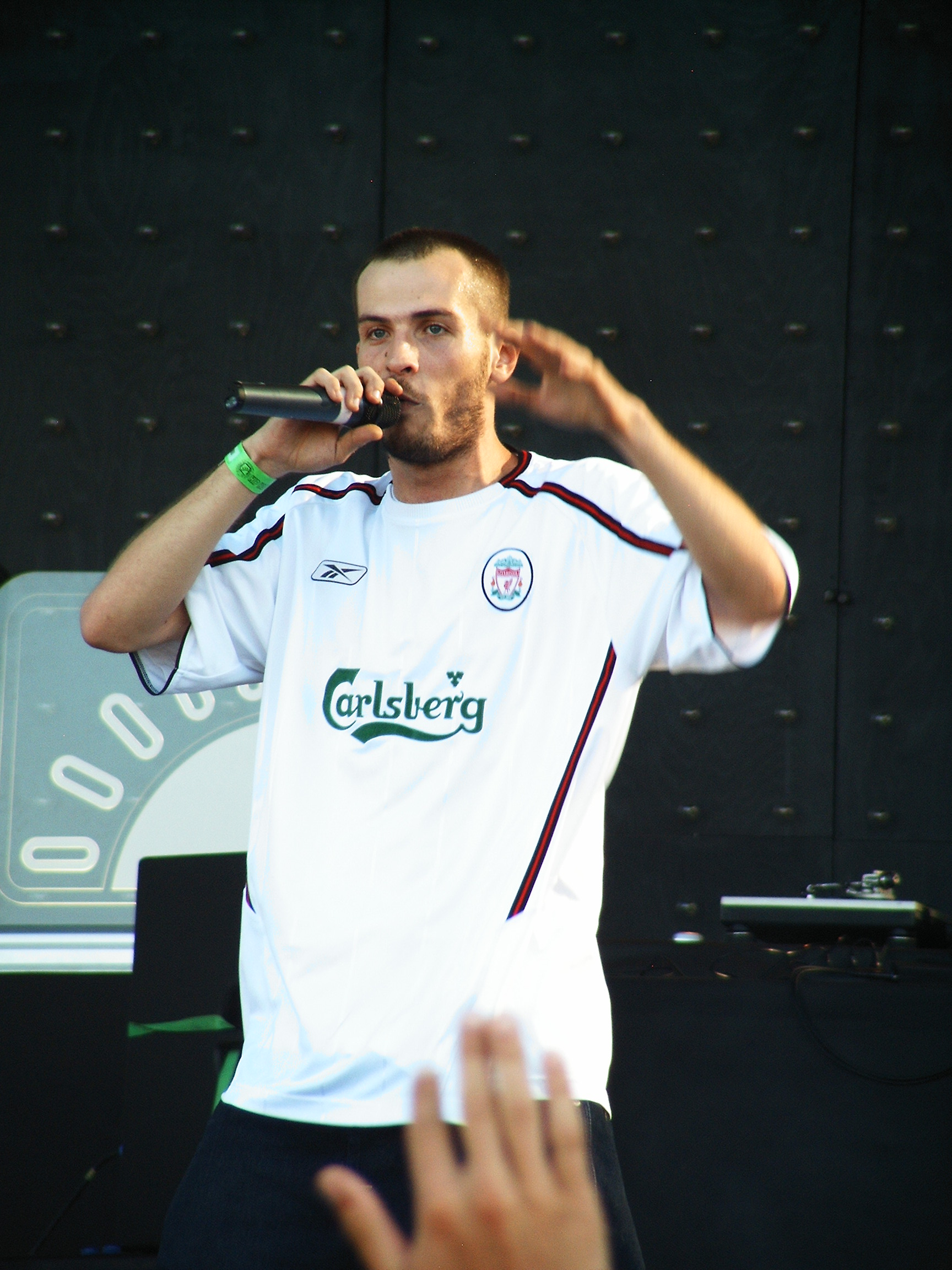
O.S.T.R. на фестивале Hip Hop Kemp в Чехии в 2006 году

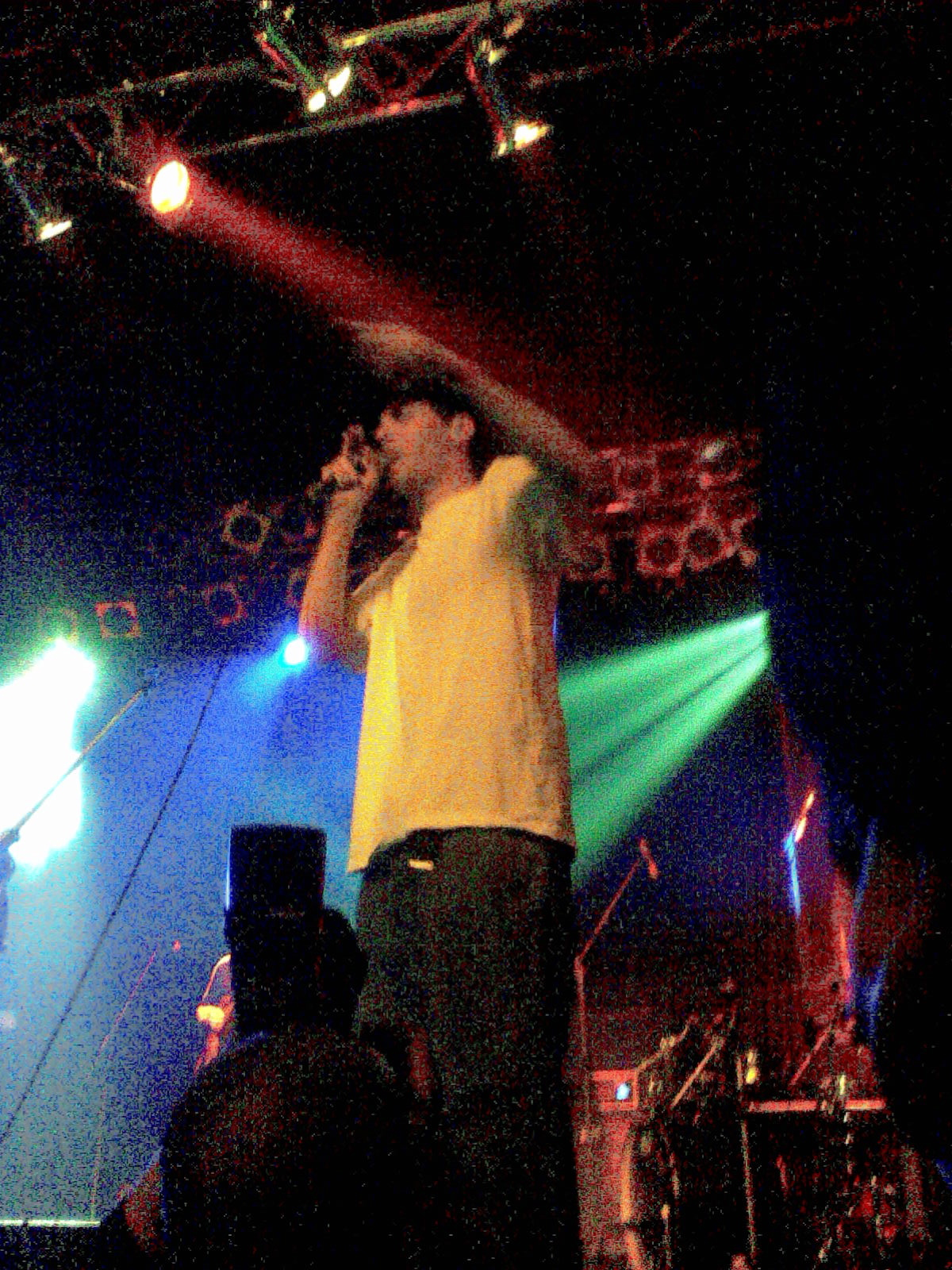
O.S.T.R. во время выступления

Адам Анджей Островский (пол. Adam Andrzej Ostrowski; 15 мая 1980, Лодзь, Польша), более известный под псевдонимом O.S.T.R. — польский рэпер.
Работал на канале MTV. Окончил музыкальную школу по классу виолончели, является одним из немногих польских рэперов, имеющих базовое музыкальное образование.
Наиболее известен своими фристайл-навыками. В своих произведениях затрагивает различные темы.
Выступал на фестивале Heineken в городе Гдыня, Польша, где участвовал в выступлении на основной сцене, проведя двухчасовой концерт, а на следующий день выступал совместно с инди-группой Bloc Party.
На своих альбомах O.S.T.R. часто прибегает к помощи своих зарубежных коллег - на его некоторых поздних альбомах можно обнаружить гостевые участия как от рэперов старой школы американского хип-хопа (Sadat X, Brother J (X-Clan), Keith Murray, Craig G, Lil' Dap), так и от представителей современного андеграунда (El Da Sensei, Torae, Evidence, Kaze)

## Творчество

### Дискография
- Masz to jak w banku (2001)
- 30 minut z życia (2002)
- Tabasko (2002)
- Jazz w wolnych chwilach (2003)
- Jazzurekcja (2004)
- Szum rodzi hałas (2005) (выпущено Emade)
- 7 (2006)
- HollyŁódź (2007)
- Ja tu tylko sprzątam (2008)
- O.C.B. (2009)
- Tylko dla dorosłych (2010)
- Złodzieje zapalniczek (2010) (выпущено Emade)
- Jazz, dwa, trzy (2011)
- Podróż zwana życiem (2015)
- Życie po śmierci (2016)
- W drodze po szczęście (2018)

### Синглы
- Ile jestem w stanie dać — 8 октября, 2001
- Kochana Polsko — 10 июля, 2002
- Kochana Polsko (vinyl) — 23 сентября, 2002
- 1980 — 18 января, 2008
- Jak nie Ty, to Kto? — август 2008
- Haos (2013, с Hades) POL No. 1 - 26 февраля 2013
- Kartagina (2014, с Marco Polo) - 4 марта 2014

### Видеоклипы
- Ile jestem w stanie dać
- Kochana Polsko
- Rap po godzinach
- Początek
- Niebo (совместно с Emade)
- Na raz/Ile można (совместно с Tede)
- Raptowne realia (совместно с Fu, Kwasu, Pablopavo, Mercedresu)
- U ciebie w mieście 2 (совместно с Vienio иPele, JWP, Pezet, Lil' Dap)
- Odzyskamy Hip-hop
- Komix
- Wiele dróg (POE)
- Nie potrafię gwizdać/Kochaj żyć (POE)
- O robieniu bitów
- Więcej decybeli by zagłuszyć (feat. Zeus)
- Z odzysku — песня к фильму
- Rozmowna Woda (совместно с Wojtek F, Byanca)
- Brother On The Run (совместно с Craig G)
- 1980
- Jak Nie Ty To Kto?

### Фильмы
- Z odzysku
- Blokersi